# ماه فرخان
ماه فرخان (بالفارسية: ماه فرخان) هي قرية تقع في منطقة رونيز في إيران. يقدر عدد سكانها بـ 1,718 نسمة.